# Saoko
Saoko és una cançó de l'artista catalana Rosalia publicada el 4 de febrer del 2022 i que forma part del seu tercer disc Motomami. Saoco és una paraula porto-riquenya d'origen africà que fa referència al ritme, la felicitat i el bon moviment. La lletra de la cançó fa referència a la transformació constant. Interpola la cançó Saoco de Daddy Yankee i Wisin del 2004.
El 19 de desembre del 2021, Rosalia va compartir un avançament de la cançó a Tiktok. El 2 de febrer Rosalia va anunciar oficialment el llançament de Saoko i el seu videoclip el dia 4 del mateix mes.
Saoko va entrar a la posició 40 de la llista mundial diària de Spotify amb 1,7 milions de reproduccions i a la segona posició de la llista espanyola amb 544.000 reproduccions. Va entrar a la cinquena posició de la llista oficial espanyola i ha estat certificada amb el disc d'or.

## Referència
1. ↑  «Saoco, papi, saoco / Saoco, papi, saoco». [Consulta: 29 març 2022].
2. ↑  Sancho, Xavi. «Rosalía breaks new ground with 'Saoko'», 04-02-2022. [Consulta: 6 febrer 2022].
3. ↑  Música, El portal de. «SAOKO - Rosalía | EPDM» (en anglès americà). [Consulta: 29 març 2022].